# Brodioptera
Brodioptera — вымерший род крупных крылатых насекомых семейства Brodiopteridae отряда Мегасекоптеры. Единственный род в семействе. Ископаемые остатки представителей рода известны из середины каменноугольного периода (карбона) (321,8—309,8 млн лет назад) на территории Европы (Германия), Азии (Китай) и Северной Америки (США и Канада). Это были летающие растительноядные насекомые. Тело длинное и узкое; крыльев 2 пары, округлые, вытянутые и одинакового размера, как у равнокрылых стрекоз. Голова небольшая, но с крупными глазами и развитым хоботком. Брюшко состоит их 10 сегментов. Обладали очень длинными церками, превосходящими размеры тела в 2 раза.

## Классификация
На февраль 2025 род включает 4 вида:
- †Brodioptera cumberlandensis Copeland, 1957
- †Brodioptera pintoi Brauckmann et al., 2003
- †Brodioptera sinensis Pecharová et al., 2015
- †Brodioptera stricklani Nelson and Tidwell, 1987